# 더 닉
《더 닉》(영어: The Knick)은 2014년부터 2015년까지 방영된 텔레비전 드라마이다.